# Blue Creek (Moho River)
Der Blue Creek (spanisch Río Blanco) ist ein Fluss in Belize und Zufluss des Moho River. In Belize gibt es noch weitere gleichlautende Ortsbezeichnungen.

## Verlauf

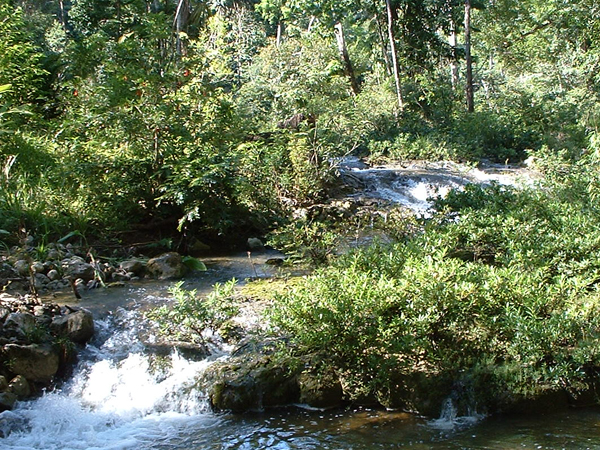
Blue Creek beim gleichnamigen Dorf.

Der Fluss entspringt in den Maya Mountains im Columbia River Forest Reserve im Nordwesten von San Jose. Von dort verläuft der Blue Creek nach Südosten an Santa Elena und Santa Cruz vorbei und durch das Dorf Blue Creek. Bei Santa Elena durchfließt er das Gebiet des Rio Blanco Nationalparks. Bei Jordan nimmt der Fluss von links das Wasser aus dem Mafredi Creek und der Aguacaliente-Lagune auf. Im Südosten von Jordan mündet der Blue Creek dann in den Moho River, welcher in der Bucht von Amatique mündet.